# Fly Yeti
Fly Yeti fue una aerolínea de bajo coste con base en Kathmandú, Nepal. La aerolínea fue fruto de la unión de empresas entre la aerolínea regional nepalí Yeti Airlines y Air Arabia. La aerolínea suspendió todos sus vuelos el 16 de julio de 2008 citando diversas trabas políticas.

## Destinos
Fly Yeti servía a los siguientes destinos en el momento de su cierre.
- Malasia
  - Kuala Lumpur – Aeropuerto Internacional de Kuala Lumpur
- Nepal
  - Kathmandú – Aeropuerto Internacional Tribhuvan Hub
- Catar
  - Doha – Aeropuerto Internacional de Doha
- Emiratos Árabes Unidos
  - Abu Dhabi – Aeropuerto Internacional de Abu Dhabi
  - Sharjah – Aeropuerto Internacional de Sharjah

Fly Yeti había planeado el inicio de vuelos en Bangkok, Delhi y Hong Kong.

## Flota
La flota de Fly Yeti se componía de las siguientes aeronaves en el momento de su clausura.
| Avión          | Total | Notas                                     |
| -------------- | ----- | ----------------------------------------- |
| Boeing 737-800 | 1     | Alquilado de Futura International Airways |